# برة العدوية
برة العدوية شاعرة بصرية، من شعرها ما ذكره لها ابن طيفور في البلاغات: